# Orpheuspurperspreeuw
De orpheuspurperspreeuw (Aplonis cantoroides) is een spreeuwensoort uit Nieuw-Guinea en de omliggende eilanden. De vogel werd in 1862 geldig beschreven door de Britse dierkundige George Robert Gray.

## Kenmerken
De orpheuspurperspreeuw is 20 cm lang en geheel zwart met een violetkleurige metaalglans en een korte, rechthoekige staart waarmee hij duidelijk verschilt van de violette purperspreeuw. Onvolwassen vogels zijn van boven donker en van onder wit met duidelijke zwarte strepen. Opvallend zijn de felrode ogen. De vogel komt buiten de broedtijd vaak voor in gemengde groepen met violette purperspreeuwen.
De orpheuspurperspreeuw heeft een kenmerkende zang: een in toonhoogte en geluidssterkte afnemende fluittoon.

## Verspreiding en leefgebied
De orpheuspurperspreeuw komt voor op Nieuw-Guinea westelijk gelegen eilanden waaronder ook de Aru-eilanden, verder op de Bismarck Archipel, de Louisiaden, Normanby en de Salomonseilanden. Het is een vogel van open landschappen, bij bosranden, heuvellandbos tot op 1500 m boven de zeespiegel, bossen langs de kust en bij menselijke nederzettingen.

## Status
De orpheuspurperspreeuw heeft een groot verspreidingsgebied en daardoor alleen al is de kans op uitsterven gering. De grootte van de populatie is niet gekwantificeerd. Er is geen aanleiding te veronderstellen dat de soort in aantal achteruit gaat. Om die redenen staat deze purperspreeuw als niet bedreigd op de Rode Lijst van de IUCN.